# Sikorsky S-55
Il Sikorsky S-55 era un elicottero multiruolo di classe media ad uso civile prodotto dall'azienda statunitense Sikorsky Aircraft Corporation negli anni cinquanta. Detiene il primato di essere stato il primo elicottero ad ottenere una licenza commerciale negli Stati Uniti ed il primo da avere una rotta commerciale internazionale.
Ne venne prodotta una versione militare utilizzata dall'United States Army denominata H-19 Chickasaw in seguito acquistata a fine vita operativa e riconvertita ad uso civile dalla Orlando Helicopters.

## Descrizione tecnica
L'S-55 era un elicottero dall'aspetto massiccio, tuttavia convenzionale, di costruzione interamente metallica. La fusoliera di grandi dimensioni era realizzata in alluminio e magnesio, rivestita da fogli in lega leggera, ed integrava la cabina di pilotaggio, situata in posizione rialzata, ed il vano di carico accessibile da un portellone laterale scorrevole situato sul fianco destro. Posteriormente proseguiva in una trave di coda integrata da una grande pinna dorsale che ne aumentava la rigidità strutturale e da due stabilizzatori a V invertita posizionati alla fine del cono di coda. Questa soluzione era stata scelta anche in funzione della particolar collocazione dell'impianto propulsivo, affidato ad un convenzionale motore radiale posizionato a 45° nel muso. Questo era opportunamente depotenziato ed integrato da un apparato di ventilazione forzata per mantenerne la temperatura di esercizio entro limiti di sicurezza. Caratteristica era la griglia con funzione di presa d'aria che correva lungo tutto il bordo del cofano anteriore. Il motore era connesso ad un gruppo di riduzione, il quale trasmetteva il moto al rotore principale tripala e, tramite un albero di trasmissione, al rotore di coda dotato di elica bipala. Il carrello d'atterraggio era fisso, quadriciclo, con le due ruote anteriori posizionate sotto al muso e quelli posteriori poste all'apice inferiore di due supporti tubolari collegati ai lati della fusoliera, in uno schema tipico della produzione Sikorsky.
Nel gennaio 1971, la Vertical Aviation Technologies, Inc ne sviluppò una conversione sostituendo all'originale motore a pistoni un turboalbero Garrett AiResearch TPE-331-3U-303 da 650 shp (485 kW) e rinominandola S-55T. Un ulteriore sviluppo venne creato in funzione del contenimento del rumore nelle aree particolarmente a rischio. La nuova versione, la S-55QT differisce dal modello standard oltre che per la motorizzazione, per l'adozione di un rotore a cinque pale, un differente cofano motore anteriore e l'adozione di un secondo portellone scorrevole sul lato sinistro della fusoliera.

## Versioni

### Produzione Sikorsky
S-55
versione dotata di motore radiale Pratt & Whitney R-1340 da 600 hp (472 kW)
S-55A
sviluppo dotato del più potente motore R-1300-3 da 800 hp (596 kW)
S-55C
S-55A equipaggiato dal P&W R-1340 da 600 hp, (472 kW)
S-55T
ulteriore sviluppo all'equipaggiamento e dotato di turbina Garrett AiResearch TPE-331-3U-303 da 650 shp (485 kW)
S-55QT
versione ottimizzata per il contenimento del rumore ed utilizzata per voli turistici sul Grand Canyon

### Produzione Orlando Helicopters
OHA-S-55 Heli-Camper
conversione civile
OHA-S-55 Nite-Writer
conversione ad elicottero pubblicitario equipaggiata con insegna luminosa da 40 ft x 8 ft (12,2 x 2,4 m) controllata da computer.
OHA-S-55 Bearcat
conversione in elicottero ad uso agricolo
OHA-S-55 Heavy Lift
conversione in gru volante
QS-55 Aggressors
conversione a bersaglio aereo
OHA-AT-55 Defender
conversione ad elicottero militare armato

## Utilizzatori

### Civili
Canada
- Golden West Helicopters

 Stati Uniti
- New York Airways
- Papillon Grand Canyon Helicopters

 Svizzera
- Heliswiss

### Militari
Argentina
- Fuerza Aérea Argentina

2 S-55 acquistati nel 1954 ed un servizio fino al 1968.
vedi anche Sikorsky H-19 Chickasaw
 Giappone
- Kaijō Jieitai

13 S-55A in servizio dal 1954 al 1970.